# Jerzy Rogulski
Jerzy Rogulski (ur. w 1950) – polski aktor filmowy i telewizyjny.

## Życiorys
Jest synem Stefana Rogulskiego (1918-1990) - przedwojennego aktora dziecięcego oraz bratem Krzysztofa Rogulskiego (ur. 1945) - reżysera i scenarzysty filmowego. W 1985 roku ukończył Wydział Aktorski Państwowej Wyższej Szkoły Teatralnej im. Aleksandra Zelwerowicza w Warszawie. Od 1978 roku mieszka i pracuje w Paryżu. Występował również jako aktor radiowy i dubbingowy.

## Wybrana filmografia
- Opętanie (1972)
- Krótka podróż (1976) - lekarz
- Barwy ochronne (1976) - student, uczestnik obozu
- Polskie drogi (1977) - uczeń w szkole tańca Fabiankiewicza (odc. 7)
- Ostatnie okrążenie (1977)
- W biegu (1978)
- Biały mazur (1978) - Ignacy Hryniewiecki
- Narzeczona z krainy chłodu (1983) - polski związkowiec
- Jałta (1984) - Andriej Gromyko
- Koronki (1984) - wuj Karl
- Amerykańska marzycielka (1984) - dyplomata rosyjski
- Wielka ucieczka 2: Nieopowiedziana historia (1988) - sowiecki pułkownik
- Dzieci wojny (Les Enfants de la Guerre) (1991)
- Wartownik (La sentinelle) (1992)
- Uno strano crimine (2003) - Dagin
- Kamienny krąg (Le Concile de Pierre) (2006) - profesor Bruner
- Planetarium (2016) - profesor Ule

Źródło: Film Polski, Filmweb